# Amílcar Vázquez
Amílcar Santiago Vázquez (5 de junio de 1977, Miami, Estados Unidos) es un músico norteamericano criado en Argentina. Integró el grupo de rock de Pol Medina a fines de los 90' y actualmente es guitarrista del grupo solista de Hilda Lizarazu. Fue coproductor de la última presentación discográfica Hormonal.

## Discografía

### Álbumes
- 2000 - 'Pol'
- 2007 - 'Hormonal (Con Hilda Lizarazu)'